# Кансо (протока)

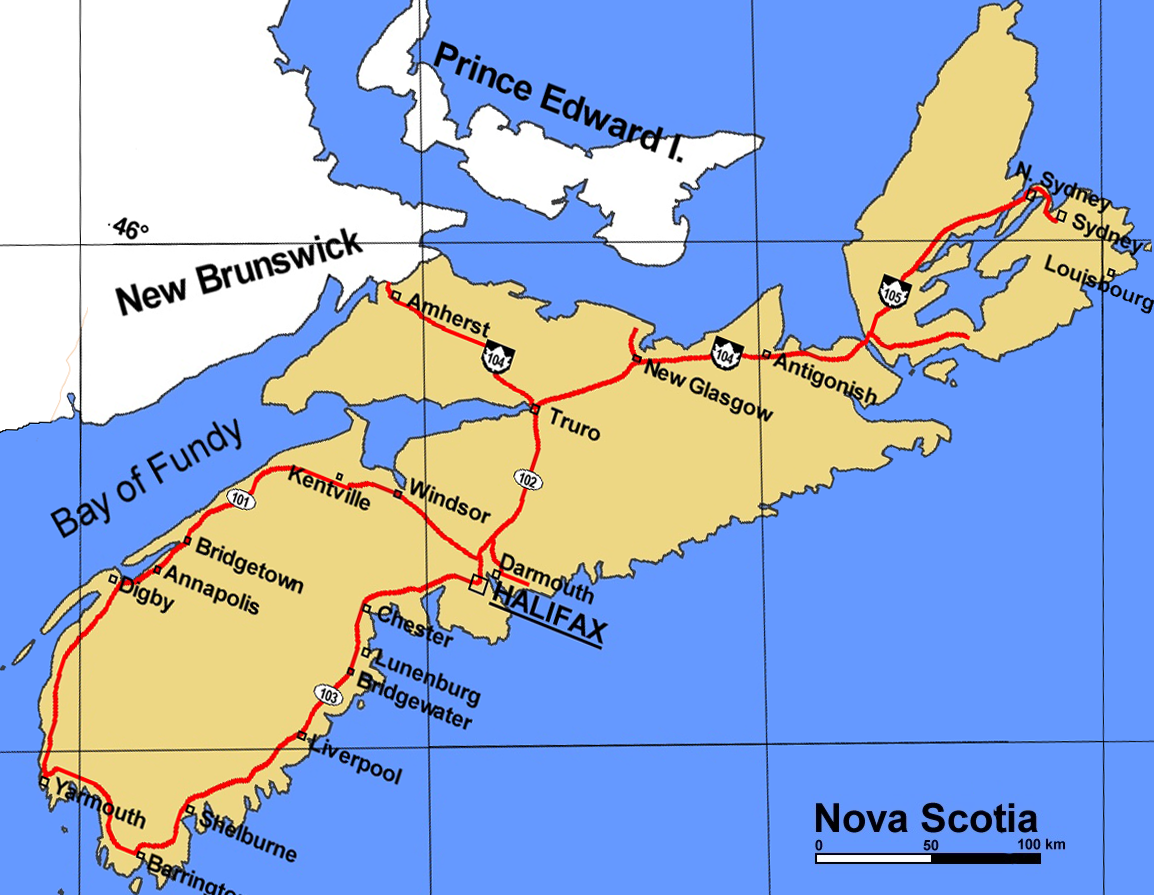
Протока Кансо відділяє півострів Нова Шотландія (зліва)
від острова Кейп-Бретон (справа)

 Протока Кансо  (англ. Canso Strait, фр. détroit de Canso) — протока, яка розділяє новошотландський півострів від острова Кейп-Бретон.
Довжина — 27 км; ширина — 3 км; глибина — 61 м.
Протока Кансо є частиною затоки Св. Лаврентія між південним берегом острова Кейп-Бретон і північним берегом півострова Нова Шотландія.
Насип Кансо (англ. Canso Causeway) через протоку Кансо єднає острів Кейп-Бретон і півострів Нової Шотандії в одну канадську провінцію.
Два містечка над протокою — Порт-Гоксбері і Малґрейв.